# Bivacco Adolfo Hess
Il bivacco Adolfo Hess o d'Estellette è un bivacco situato a 2.958 m s.l.m. in val Veny e facente parte del comune di Courmayeur.

## Storia
È stato costruito nel 1925 e dal 1951 è intitolato ad Adolfo Hess.

## Caratteristiche ed informazioni
Il bivacco è ubicato presso il colle d'Estellette ed è quindi anche noto come bivacco "d'Estellette".
È un bivacco “vecchio stile” di tipo basso, alto m. 1.25, largo m. 2.25 e  profondo m. 2, in legno, ricoperto di lamiera zincata e ancorato alla roccia. Può ospitare 4 persone, attrezzato solamente di materassini e qualche coperta. Non dispone di acqua corrente. Nel settembre 2020 è stato verniciato esternamente di colore verde brillante in modo da renderlo ben visibile in condizioni meteo avverse.

## Accessi
L'accesso al bivacco avviene dal rifugio Elisabetta Soldini Montanaro in circa 3 ore. Accesso difficile.

## Ascensioni
- Aiguille d'Estellette - 2.983 m
- Aiguille des Glaciers - 3.817 m
- Aiguille de la Lex Blanche - 3.686 m
- Col de la Scie
- Aiguilles de Trélatête - 3.911 m